# Batis (рослина)
Batis — рід двох видів квіткових рослин, єдиний рід родини Bataceae. Це галофітні (солестійкі) рослини, що походять із прибережних солончаків теплої помірної та тропічної Америки (B. maritima) та тропічної Австралазії (B. argillicola).

## Використання
Batis maritima використовувався корінними американцями як їжа, коріння жували (як цукрова тростина) або варили для приготування напоїв, а стебла та листя їли сирими, вареними або маринованими. B. argillicola також їдять як зелений овоч.
Аналіз насіння солянки завбільшки з горошину показав, що воно надзвичайно поживне, містить велику кількість білків, олій і крохмалю. Насіння їстівне, має горіховий смак, їх можна додавати в салати, підсмажувати або навіть робити мініатюрний попкорн.